# Liriomyza flaveola
Liriomyza flaveola är en tvåvingeart som först beskrevs av Fallen 1823.  Liriomyza flaveola ingår i släktet Liriomyza och familjen minerarflugor. Arten är reproducerande i Sverige. Inga underarter finns listade i Catalogue of Life.